# سیارک ۲۲۷۳۶
سیارک ۲۲۷۳۶ (به انگلیسی: 22736 Kamitaki، نامگذاری:1998SM137) بیست و دو هزار و هفتصد و سی و ششمین سیارک کشف شده‌است که در ۲۶ سپتامبر ۱۹۹۸ کشف شد.
قدر مطلق سیارک برابر ۱۶.۲ است.